# Liste der Monuments historiques in Lemmes
Die Liste der Monuments historiques in Lemmes führt die Monuments historiques in der französischen Gemeinde Lemmes auf.

## Liste der Objekte
| Bezeichnung                   | Beschreibung                           | Standort                        | Kennzeichnung | Schutzstatus | Datum | Bild |
| ----------------------------- | -------------------------------------- | ------------------------------- | ------------- | ------------ | ----- | ---- |
| Laurentuisreliquiar           | Holz, vergoldet, 18. Jahrhundert       | in der Kirche St-Laurent (Lage) | PM55001974    | Inscrit      | 1995  |      |
| Skulptur Madonna mit Kind (1) | Stein, vergoldet, 18. Jahrhundert      | in der Kirche St-Laurent (Lage) | PM55001429    | Inscrit      | 1976  |      |
| Skulptur Madonna mit Kind (2) | Stein, farbig gefasst, 15. Jahrhundert | in der Kirche St-Laurent (Lage) | PM55001973    | Inscrit      | 1993  |      |
| Skulptur Heiliger Laurentius  | Stein, farbig gefasst, 18. Jahrhundert | in der Kirche St-Laurent (Lage) | PM55001430    | Inscrit      | 1976  |      |